# Sobór Świętego Ducha w Chersoniu
Sobór Świętego Ducha – prawosławny sobór w Chersoniu, katedra eparchii chersońskiej Ukraińskiego Kościoła Prawosławnego Patriarchatu Moskiewskiego.

## Historia
Położenie kamienia węgielnego pod świątynię miało miejsce w 1804, jednak z braku funduszy budowa cerkwi została przerwana i dokończono ją dopiero w 1835. We wznoszenie obiektu szczególnie zaangażowani byli chersońscy kupcy: Gałuchin, Bogdanow, Sikaczew oraz Nosow, stąd w popularnej świadomości świątynia funkcjonowała jako cerkiew „kupiecka”. Ołtarz północny, którego patronami są święci Męczennicy Chersonescy oraz południowy św. Michała Archanioła poświęcono w styczniu 1836, zaś ołtarz główny Świętego Ducha – 16 sierpnia 1836. Obydwu ceremonii dokonał arcybiskup chersoński Gabriel.
W 1907 cerkiew Świętego Ducha została powiększona o obszerny przedsionek. Pod nim zlokalizowano pomieszczenie, w którym odbywały się niedzielne spotkania i odczyty oraz próby chóru cerkiewnego. Świątynia była bogato wyposażona, jest opisywana jako najpiękniejsza przed rewolucją październikową prawosławna cerkiew w Chersoniu.
W 1922, w ramach konfiskaty majątku ruchomego Rosyjskiego Kościoła Prawosławnego, z cerkwi wyniesiono cenne utensylia i inne części wyposażenia. Cztery lata później władze miejskie przekazały świątynię Żywej Cerkwi. Jej parafia istniała w tym miejscu do 1937, gdy obiekt odebrano wiernym i zaadaptowano na magazyn mąki, niszcząc całe przechowywane w nim jeszcze wyposażenie.
Nabożeństwa w świątyni ponownie były odprawiane od końca 1941, gdy w piwnicznej salce pod przedsionkiem urządzono cerkiew Przemienienia Pańskiego. Po wyparciu wojsk niemieckich z Ukrainy w 1944 władze radzieckie zgodziły się na zwrot całego budynku Rosyjskiemu Kościołowi Prawosławnemu. Cerkiew była zrujnowana i wymagała kompleksowego remontu, który został przeprowadzony do 1953, m.in. wstawiono do niej nowy ikonostas, w kolejnych latach uzupełniano wyposażenie. W 1947 biskup chersoński Nikon zdecydował o nadaniu świątyni rangi soboru katedralnego, którym wcześniej były sobór św. Katarzyny w Chersoniu (1945–1947, sobór wojskowy) i sobór Zaśnięcia Matki Bożej w Chersoniu (1798–1930 i ponownie 1941–1944). Obiekt zachował tytuł soboru po utworzeniu eparchii odeskiej i włączeniu do niej terytorium dawnej eparchii chersońskiej.
Budowlę wzniesiono na planie krzyża greckiego z pojedynczą kopułą i portykami ze wszystkich czterech stron. Ok. 80 metrów na zachód od świątyni wzniesiono pięciokondygnacyjną dzwonnicę, która została oddana do użytku już w 1806 i w czasie budowy głównej cerkwi służyła jako tymczasowa świątynia pod wezwaniem Przemienienia Pańskiego. Dzwonnica cerkiewna spłonęła w 1941, a na jej miejscu wzniesiono niewielką kaplicę (czasownię). Łączna powierzchnia soboru to 1441 metrów kwadratowych, wysokość – 9,7 m, zaś wysokość kopuły – 19,7 m.
W 1991, po ponownym utworzeniu eparchii chersońskiej, sobór Świętego Ducha ponownie stał się soborem katedralnym. Z inicjatywy biskupa chersońskiego Hilariona obiekt został ponownie powiększony, a w kolejnych latach był odnawiany. Wzniesiono także nową dzwonnicę. Sobór jest jedną z pięciu cerkwi tworzących dekanat centralny eparchii chersońskiej.
W dniu święta patronalnego do soboru przywożona jest Kaspierowska Ikona Matki Bożej, na co dzień wystawiona w soborze Zaśnięcia Matki Bożej w Odessie.
W sąsiedztwie soboru pochowany został metropolita chersoński Leoncjusz, ordynariusz eparchii odeskiej, a następnie zwierzchnik eparchii chersońskiej.